# Campionati mondiali di taekwondo a squadre 2025 (luglio)
L'edizione di luglio dei Campionati mondiali di taekwondo a squadre 2025 si sono svolti dal 6 al 9 luglio al Song-Am Sports Town di Chuncheon, in Corea del Sud. È stata la 16ª edizione del torneo, organizzato dalla World Taekwondo.

## Podi
| Evento           | Oro           | Argento       | Bronzo        |
| Torneo maschile  | Cina          | Corea del Sud | Kazakistan    |
| Torneo femminile | Corea del Sud | Cina          | Marocco       |
| Torneo misto     | Uzbekistan    | Marocco       | Corea del Sud |

## Medagliere
| Posiz. | Nazione       | Oro | Argento | Bronzo | Totale |
| ------ | ------------- | --- | ------- | ------ | ------ |
| 1      | Corea del Sud | 1   | 1       | 1      | 3      |
| 2      | Cina          | 1   | 1       | 0      | 2      |
| 3      | Uzbekistan    | 1   | 0       | 0      | 1      |
| 4      | Marocco       | 0   | 1       | 1      | 2      |
| 5      | Kazakistan    | 0   | 0       | 1      | 1      |
| Totale | Totale        | 3   | 3       | 3      | 9      |